# Мронгово
Мронго́во (пол. Mrągowo, раніше Ządzbork, нім. Sensburg) — місто в північно-східній Польщі.
Адміністративний центр Мронговського повіту Вармінсько-Мазурського воєводства.

## Демографія
Демографічна структура станом на 31 березня 2011 року:
|          | Загалом | Допрацездатний вік | Працездатний вік | Постпрацездатний вік |
| -------- | ------- | ------------------ | ---------------- | -------------------- |
| Чоловіки | 10748   | 2038               | 7729             | 981                  |
| Жінки    | 11575   | 1976               | 7208             | 2391                 |
| Разом    | 22323   | 4014               | 14937            | 3372                 |